# Frederik Algreen-Ussing
Frederik Algreen-Ussing (8. maj 1838 – 6. januar 1869) var en dansk skønlitterær og historisk forfatter.
Frederik Ussing var søn af Tage Algreen-Ussing i dennes andet ægteskab. Han gik i Metropolitanskolen, men artede sig ikke godt der, hvorfor han i 1856 blev privat dimitteret. Skønt han i sine studenterår var ivrig optaget af at studere personalhistorie og topografi, og skønt han deltog meget i selskabsliv og kammeratsammenkomster, blev han allerede i 1861 juridisk kandidat. Han fik nu plads som assistent i Indenrigsministeriet, senere i Finansministeriet og blev desuden sekretær ved den nørrejyske købstadkreditforenings skiftekommission. 1866 udnævntes han til kammerjunker. 
Allerede som student havde han skrevet novellistiske småting (Et Bekjendtskab fra en Grøftekant under mærket "Fritz Hammer" i Folkekalender for 1858) og Huset paa Tronninge Mark i Illustreret Tidende); senere kastede han sig udelukkende over personalhistorie og topografi. Sammen med Johan Carl Louis Lengnick og alene udarbejdede han flere stamtavler og blev en flittig medarbejder af Illustreret Tidende, hvor han i årenes løb skrev en række grundige, livlige og interessante biografier af fremtrædende danske og enkelte fremmede personer, blandt hvilke navnlig den om Eiler Sundt gjorde opsigt; disse skildringer viste, at han samvittighedsfuldt var gået til kilderne eller havde set godt med egne øjne. I samme blad offentliggjorde han gennem mange numre Fra Kirkegaarden, en cyklus, der indeholder kortfattede oplysninger om afdøde. Også her gav han topografiske meddelelser, som senere formede sig til Turisten i Nordsjælland (1865). 
Han forfattede endvidere forskellige andre arbejder, mest om sjællandske og fynske lokaliteter, således Efterretninger om Kalundborg (1869, udgivet efter hans død); flere af disse foreligger kun trykt som manuskripter. Hans kære, stadige tanke var udgivelsen af et biografisk leksikon, til hvis redaktør han udmærket egnede sig. Hertil havde han gjort store samlinger og sikret sig medarbejdere. Så kom 1864, og han optrådte da som medindbyder til "Avgustforeningen". Han havde altid haft sympati for det konservative, så det var ganske forståeligt, at hans overbevisning førte ham over i den omtalte lejr. Imidlertid gik folkestemningen dengang i en stik modsat retning, og "Forlagsbureauet", som 1865 var gået ind på at forlægge det nævnte værk, turde under disse omstændigheder ikke betro redaktionen af det til en mand, som havde stillet sig så skarpt imod den offentlige mening, Følgen heraf var, at værkets virkeliggjørelse foreløbig måtte opgives. Han døde efter få dages sygeleje af skørbug.